# Carrer Vell (la Jonquera)
El Carrer Vell és una obra de la Jonquera (Alt Empordà) inclosa a l'Inventari del Patrimoni Arquitectònic de Catalunya.

## Descripció
Carrer paral·lel al carrer major que consta d'una sèrie de cases entre mitgeres de planta rectangular i compostes per planta baixa i dos pisos. Les cobertes d'aquests cases són a dues aigües. Els murs anteriorment de maçoneria, estan actualment arrebossats. Les obertures han estat emmarcades per carreus de pedra ben escairats.

## Història
En diverses llindes de les portes trobem la mateixa inscripció: "XVIII"